# Samppa Lajunen
Samppa Kalevi Lajunen (Turku, 23 de abril de 1979) es un deportista finlandés que compitió en esquí en la modalidad de combinada nórdica. 
Participó en dos Juegos Olímpicos de Invierno, obteniendo en total cinco medallas, dos de plata en Nagano 1998, en el trampolín normal + 15 km individual y la prueba por equipo (junto con Jari Mantila, Tapio Nurmela y Hannu Manninen) y tres de oro en Salt Lake City 2002, en el trampolín normal + 15 km individual, el trampolín grande + 7,5 km individual y la prueba por equipo (con Jari Mantila, Hannu Manninen y Jaakko Tallus).
Ganó ocho medallas en el Campeonato Mundial de Esquí Nórdico entre los años 1997 y 2003.

## Palmarés internacional
| Juegos Olímpicos   | Juegos Olímpicos                | Juegos Olímpicos  | Juegos Olímpicos            |
| Año                | Lugar                           | Medalla           | Prueba                      |
| ------------------ | ------------------------------- | ----------------- | --------------------------- |
| 1998               | Nagano (Japón)                  | Medalla de plata  | TN + 15 km individual       |
| 1998               | Nagano (Japón)                  | Medalla de plata  | TN + 4 × 5 km por equipo    |
| 2002               | Salt Lake City (Estados Unidos) | Medalla de oro    | TN + 15 km individual       |
| 2002               | Salt Lake City (Estados Unidos) | Medalla de oro    | TG + 7,5 km individual      |
| 2002               | Salt Lake City (Estados Unidos) | Medalla de oro    | TN TG + 4 × 5 km por equipo |
| Campeonato Mundial |                                 |                   |                             |
| Año                | Lugar                           | Medalla           | Prueba                      |
| 1997               | Trondheim (Noruega)             | Medalla de plata  | TN + 4 × 5 km por equipo    |
| 1999               | Ramsau (Austria)                | Medalla de oro    | TN + 4 × 5 km por equipo    |
| 1999               | Ramsau (Austria)                | Medalla de plata  | TN + 15 km individual       |
| 2001               | Lahti (Finlandia)               | Medalla de plata  | TN + 15 km individual       |
| 2001               | Lahti (Finlandia)               | Medalla de plata  | TG + 7,5 km individual      |
| 2001               | Lahti (Finlandia)               | Medalla de bronce | TN + 4 × 5 km por equipo    |
| 2003               | Val di Fiemme (Italia)          | Medalla de bronce | TN + 15 km individual       |
| 2003               | Val di Fiemme (Italia)          | Medalla de bronce | TN + 4 × 5 km por equipo    |